# Culinária do Reino Unido
A culinária do Reino Unido pode ser considerada como a soma dos hábitos e tradições culinários dos seus componentes, como a culinária da Inglaterra, da Escócia e de Gibraltar, entre muitas outras.